# 周京 (嘉靖進士)
周京（1509年—？），字子依，號慎斋，直隸廣平府永年縣（今河北省邯鄲市永年區）人，軍籍，明朝政治人物。

## 生平
嘉靖三十一年（1552年）壬子科順天府乡试第七十一名举人，嘉靖三十二年（1553年）聯捷癸丑科三甲第八名進士。吏部观政，授山西潞安府推官，三十八年（1559年）九月起复選授南京禮科給事中。四十三年二月升湖广右参议，遷贵州按察司副使，隆慶三年（1569年）六月升陕西行太仆寺卿，五年正月考察去职。

## 家族
曾祖周安；祖父周祥；父周富。前母張氏；母張氏。弟周書、周策、周冕。